# NGC 41

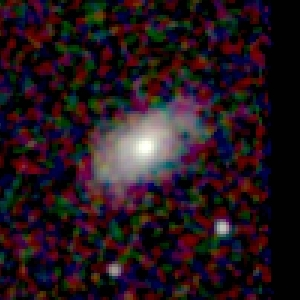
NGC 41 par 2MASS (proche-infrarouge)

NGC 41 est une galaxie spirale située dans la constellation de Pégase. NGC 41 a été découverte par l'astronome allemand Albert Marth en 1864.

## Caractéristiques
Sa vitesse par rapport au fond diffus cosmologique est de 5 600 ± 25 km/s, ce qui correspond à une distance de Hubble de 82,6 ± 5,8 Mpc (∼269 millions d'al).
NGC 41 présente une large raie HI.
À ce jour, six mesures non basées sur le décalage vers le rouge (redshift) donnent une distance de 77,700 ± 10,030 Mpc (∼253 millions d'al), ce qui est à l'intérieur des valeurs de la distance de Hubble.